# گوتنبرگ (آلمان)
گوتنبرگ (به آلمانی: Gutenberg) یک شهر در آلمان است که در باد کرویتسناخ واقع شده‌است.